# Oconto (Wisconsin)
Pour les articles homonymes, voir Oconto.
La ville d’Oconto est le siège du comté d'Oconto, situé dans l’État du Wisconsin, aux États-Unis.